# Nohanent
Nohanent település Franciaországban, Puy-de-Dôme megyében. Lakosainak száma 2246 fő (2022. január 1.). Nohanent Sayat, Blanzat, Chanat-la-Mouteyre és Durtol községekkel határos.

## Népesség
A település népességének változása:
| Lakosok száma | 2082 | 2195 | 2280 | 2225 | 2222 | 2218 | 2223 | 2249 | 2246 |
|               | 2013 | 2015 | 2016 | 2017 | 2018 | 2019 | 2020 | 2021 | 2022 |